# كأس أيرلندا الشمالية 2013–14
كأس أيرلندا الشمالية 2013–14 (بالإنجليزية: 2013–14 Irish Cup)‏ هو الموسم 134 من  كأس أيرلندا. أقيم خلال الفترة 7 سبتمبر 2013 وحتى 3 مايو 2014، وأشرف على تنظيمه الاتحاد الأيرلندي لكرة القدم، وكان عدد الأندية المشاركة فيه  119، وفاز فيه غلينافون.